# Филозофски факултет Универзитета у Бањој Луци
Филозофски факултет у Бањој Луци налази се у саставу Универзитета у Бањој Луци, једног од два државна универзитета у Републици Српској.

## Историја
Филозофски факултет Универзитета у Бањој Луци основан је средином 1993. доношењем Закона о универзитету. Прва генерација студената започела је студије академске 1994/95. године. Прије оснивања Филозофског факултета постојало је организовано школовање наставног кадра — учитељска школа (од 1933) и Виша педагошка школа (од 1950) која је трансформисана у Педагошку академију. Дана 1. октобра 1994. почео је рад Филозофског факултета са седам студијских одсјека.
Након двије године рада, од четири студијска одсјека Филозофског факултета (географија, математика, физика и биологија), дана 12. јуна 1996, формиран је Природно-математички факултет, а након двије године од Одсјека за физичко васпитање формиран је Факултет за физичко васпитање и спорт.
Одлуком Управног одбора Универзитета у Бањој Луци од 27. марта 2009. долази до издвајања 9 лиценцираних студијских програма и формирања Филолошког факултета и Факултета политичких наука. До тог момента, са 15 студијских програма Филозофски факултет је по броју студијских програма, студената и професора био највећи факултет Универзитета у Бањој Луци, а вјероватно и у Босни и Херцеговини.

## Студијски програми
На првом циклусу студија на Филозофском факултету постоје сљедећи студијски програми, као и листа стручних и академских звања која се стичу завршетком:
1. Филозофија (професор филозофије) — 180 ECTS (трогодишњи студиј);
2. Педагогија (дипломирани педагог) — 240 ECTS (четворогодишњи студиј);
3. Психологија (дипломирани психолог) — 180 ECTS (трогодишњи студиј);
4. Историја (професор историје) — 240 ECTS (четворогодишњи студиј);
5. Учитељски студиј (професор разредне наставе) — 240 ECTS (четворогодишњи студиј);
6. Предшколско васпитање (дипломирани васпитач) — 180 ECTS (трогодишњи студиј).

Након завршеног првог циклуса студија кандидат може уписати на филозофском факултету и други циклус који траје једну годину (60 ECTS) или двије године (120 ECTS) у зависности од трајања првог циклуса.